# Irlande au Concours Eurovision de la chanson 2016
L' Irlande a annoncé sa participation au Concours Eurovision de la chanson 2016 à Stockholm, en Suède le 27 mai 2015. Le pays est représenté par Nicky Byrne et sa chanson Sunlight, tous deux sélectionnés en interne par le diffuseur irlandais RTÉ.

## Sélection
Nicky Byrne est annoncé comme représentant de l'Irlande avec sa chanson Sunlight le 13 janvier 2016.

## À l'Eurovision
L'Irlande a participé à la deuxième demi-finale, le 12 mai 2016. Arrivant 15e avec 46 points, le pays ne se qualifie pas pour la finale.